# ویلتون (حوزه سرشماری)، نیوهمپشایر
ویلتون (به انگلیسی: Wilton) یک منطقهٔ مسکونی در ایالات متحده آمریکا است که در نیوهمپشایر واقع شده است. ویلتون ۵٫۰ کیلومتر مربع مساحت و ۱٬۱۶۳ نفر جمعیت دارد و ۱۱۵٫۸۳ متر بالاتر از سطح دریا قرار دارد.